# Terry (Vorname)
Terry ist ein englischer weiblicher und männlicher Vorname.

## Herkunft und Bedeutung
Der Name hat mehrere Herleitungen:
- Zu französisch Thierry, der in normannischer Zeit nach England gekommen ist (englische Entsprechung ist Derek, deutsch Dietrich oder deutsch Dieter). In England ist er dann als Patronym (Vatername) reich Familiennamen-bildend, siehe Terry (Familienname)
- Kurzform zum männlichen Namen Terence  und dessen Varianten
- Kurzform zum weiblichen Namen Therese und dessen Varianten

## Namensträger

### Männlicher Vorname
- Terry Adams (* 1948), US-amerikanischer Fusionmusiker
- Terry Adamson (* 1948), englischer Fußballspieler
- Terry Allen (1924–1987), britischer Boxer
- Terry Allen (* 1943), US-amerikanischer Songwriter und Sänger
- Terry de la Mesa Allen (1888–1969), US-amerikanischer Generalmajor und Polospieler
- Terry Bradshaw (* 1948), US-amerikanischer American-Football-Spieler
- Terry Bozzio (* 1950), US-amerikanischer Schlagzeuger
- Terry Brooks (* 1944), US-amerikanischer Fantasyautor
- Terry Carter (1928–2024), US-amerikanischer Schauspieler
- Terry Crews (* 1968), US-amerikanischer Schauspieler und ehemaliger American-Football-Spieler
- Terry Day (* 1940), britischer Jazz- und Improvisationsmusiker
- Terry Eagleton (* 1943), britischer marxistischer Literaturtheoretiker
- Terry Fell (1921–2007), US-amerikanischer Country-Musiker
- Terry Gilliam (* 1940), US-amerikanischer Regisseur
- Terry Glavin (* 1955), kanadischer Schriftsteller und Journalist
- Terry Goodkind (1948–2020), US-amerikanischer Fantasyautor
- Terry Gou (* 1950), taiwanischer Unternehmer
- Terry Griffiths (1947–2024), walisischer Snookerspieler
- Terry Hall (1959–2022), britischer Popsänger
- Terry Hands (1941–2020), britischer Theaterregisseur und -intendant
- Terry Hart (* 1946), US-amerikanischer NASA-Astronaut
- Terry Jacks (* 1944), kanadischer Sänger und Produzent
- Terry Jennings (1940–1981), US-amerikanischer Musiker und Komponist
- Terry Jones (1942–2020), britischer Komödiant, Regisseur und Schriftsteller
- Terry Jones (* 1951), US-amerikanischer Geistlicher
- Terry Kath (1946–1978), US-amerikanischer Musiker, Gründungsmitglied, Gitarrist und Sänger der Rockband Chicago
- Terry Kinney (* 1954), US-amerikanischer Schauspieler
- Terry Lightfoot (1935–2013), britischer Klarinettist (auch Gesang) und Bandleader des Traditional Jazz
- Terry Melcher (1942–2004), US-amerikanischer Musikproduzent und Songwriter
- Terry Miles (* 1966), britischer Musiker
- Terry Moore (* 1954), US-amerikanischer Comicautor und -zeichner
- Terry Murray (* 1950), kanadischer Eishockeyverteidiger und -trainer
- Terry Neill (1942–2022), nordirischer Fußballspieler und -trainer
- Terry Neilson (* 1958), kanadischer Segler
- Terry Newton (1978–2010), englischer Rugby-League-Spieler
- Terry Nichols (* 1955), US-amerikanischer Terrorist
- Terry Norris (* 1967), US-amerikanischer Boxer
- Terry Notary (* 1968), US-amerikanischer Schauspieler, Stuntman und Bewegungschoreograf
- Terry O’Quinn (* 1952), US-amerikanischer Schauspieler
- Terry Paine (* 1939), englischer Fußballspieler
- Terry Pratchett (1948–2015), britischer Fantasy-Schriftsteller
- Terry Richardson (* 1965), US-amerikanischer Fotograf
- Terry Riley (* 1935), US-amerikanischer Komponist und Pianist
- Terry Sawchuk (1929–1970), kanadischer Eishockeytorwart
- Terry Shannon (1928–2022), britischer Jazzpianist
- Terry Snyder (1916–1963), US-amerikanischer Jazz- und Unterhaltungsmusiker
- Terry Spinks (1938–2012), britischer Boxer
- Terry Trotter (* 1940), US-amerikanischer Jazz- und Studiomusiker (Piano und Gesang)
- Terry Wayne Virts (* 1967), US-amerikanischer Astronaut
- Terry Woods (* 1947), irischer Musiker (Mandoline und Zitter)
- Terry Yake (* 1968), kanadischer Eishockeyspieler und -trainer
- Terry Woodson (1941–2022), US-amerikanischer Jazzmusiker, Arrangeur und Orchesterleiter
- Terry Zwigoff (* 1949), US-amerikanischer Filmregisseur und Musiker

### Weiblicher Vorname
- Terry Devon (1922–2013), britische Jazzsängerin
- Terry Farrell (* 1963), US-amerikanische Schauspielerin
- Terry Gordini (* 1979), italienische Boxerin
- Terry Gray (* 1963), Badmintonspielerin von der Norfolkinsel
- Terry Haass (1923–2016), französische Malerin und Grafikerin tschechischer Abstammung
- Terry Hayes (* 1958), US-amerikanische Politikerin
- Terry Holladay (* 1955), US-amerikanische Tennisspielerin
- Terry Jenoure (* 1953), US-amerikanische Violinistin, Sängerin, Komponistin und bildende Künstlerin
- Terry Lewis, US-amerikanische Rollstuhltennisspielerin
- Terry Leyow (* 1966), jamaikanische Badmintonspielerin
- Terry Markwell (* 1953), US-amerikanische Schauspielerin
- Terry McMillan (* 1951), US-amerikanische Autorin
- Terry Moore (* 1929), US-amerikanische Schauspielerin
- Terry Morel (1925–2005), US-amerikanische Jazzsängerin
- Terry O’Flaherty, irische Politikerin, Bürgermeisterin von Galway
- Terry Winter Owens (1941–2007), US-amerikanische Komponistin und Pianistin
- Terry Phelps (* 1966), US-amerikanische Tennisspielerin
- Terry Place-Brandel (* 1957), deutsch-amerikanische Volleyballspielerin
- Terry Plank (* 1963), US-amerikanische Geochemikerin und Vulkanologin
- Terry Pollard (1931–2009), US-amerikanische Vibraphonistin und Pianistin des Modern Jazz
- Terry Porter (* 1953), US-amerikanische Skilangläuferin
- Terry Reintke (* 1987), deutsche Politikerin
- Terry Ryan (1946–2007), US-amerikanische Autorin
- Terry Strle, US-amerikanische Sprechwissenschaftlerin, Bürgermeisterin von Fairbanks in Alaska (2007–10)
- Terry Wolverton (* 1954), US-amerikanische Schriftstellerin

### Künstlername
- Terry Dactyl, Jona Lewie, britischer Musiker, Pseudonym in der Band Brett Marvin & the Thunderbolts/ Terry Dactyl & the Dinosaurs
- Terry-Thomas, Thomas Terry Hoar-Stevens, britischer Schauspieler und Komiker

### Kunstfigur
- Terry Lee in Milton Caniff: Terry und die Piraten (Comicstrip, ab 1934), mehrfach verfilmt